# Leonardo Iglesias
Pour les articles homonymes, voir Iglesias.
Leonardo Andrés Iglesias est un footballeur argentin actif dans les années 2000. Il est né le 28 août 1979 à Lanús, province de Buenos Aires en Argentine.
Iglesias a commencé sa carrière dans la troisième division d'Argentine régionale avec le Club Atlético Talleres (Remedios de Escalada) en 1997. Il a joué pour Gimnasia y Esgrima de Entre Ríos, San Martín de Mendoza (en). Club Deportivo Godoy Cruz Antonio Tomba, Club Atlético Tigre et Asociación Mutual Social y Deportiva Atlético de Rafaela dans la deuxième division nationale en Argentine.
Iglesias a joué pour plusieurs équipes en dehors de l'Argentine : Club Deportivo Logroñés, Burgos Club de Fútbol, Cultural Leonesa et Club Multideporte Peralta en Espagne, Club Social y Deportivo Villa Española en Uruguay et Kayserispor en Turquie.